# Jorge Díaz Cintas
Jorge Díaz Cintas (* 4. April 1964 in Barcelona) ist ein spanischer Übersetzungswissenschaftler. Er lehrt am Imperial College London audiovisuelle Übersetzung.

## Leben und Wirken
Von 1984 bis 1989 studierte Díaz Cintas Moderne Sprachen (u. a. Englisch, Deutsch und Französisch) an der Universität Valencia und erlangte dort seinen Bachelor-Abschluss. Beim Europäischen Parlament in Luxemburg war er 1993 und 1994 einige Monate als Übersetzer und Terminologe tätig. Den Doktorgrad im Bereich audiovisuelle Übersetzung mit dem Schwerpunkt Untertitelung erlangte Díaz Cintas 1997, ebenfalls an der Universität Valencia. Von 1994 bis 2008 lehrte er Übersetzungswissenschaften und Spanisch an der University of Roehampton und seit 2008 ist er Außerordentlicher Professor für audiovisuelle Übersetzung am Imperial College London. Díaz Cintas hat zu diesem Thema zahlreiche Artikel geschrieben, Sammelbände herausgegeben sowie an weltweiten Konferenzen teilgenommen. Neben seiner universitären Tätigkeit ist er zudem freiberuflicher Übersetzer und Dolmetscher.

## Mitgliedschaften (Auswahl)
- Vorsitzender der European Association for Studies in Screen Translation (ESIST)
- European Society for Translation Studies (EST)
- International Association for Translation and Intercultural Studies (IATIS)
- The Subtitlers’ Association (SUBTLE)

## Publikationen (Auswahl)
- Clearing the Smoke to See the Screen: Ideological Manipulation in Audiovisual Translation. In: Meta. Vol. 2, ISSN 0026-0452, S. 279–293.
- Audiovisual Translation Comes of Age. In: Delia Chiaro, Christine Heiss, Chiara Bucaria (Hrsg.): Between Text and Image: Updating Research in Screen Translation. John Benjamins, Amsterdam, Philadelphia 2008, ISBN 978-90-272-1687-8, S. 1–9.
- Audiovisual Translation in the Third Millennium. In: Gunilla M. Anderman, Margaret Rogers (Hrsg.): Translation Today. Trends and Perspectives. Multilingual Matters, Clevedon [u. a.] 2003, ISBN 1-85359-618-3, S. 192–204.

### Herausgeberschaften (Auswahl)
- Jorge Díaz Cintas, Pilar Orero, Aline Remael (Hrsg.): Media for All. Subtitling for the Deaf, Audio Description, and Sign Language. Rodopi, Amsterdam, New York 2007, ISBN 978-90-420-2304-8.
- The Didactics of Audiovisual Translation. Benjamins, Amsterdam [u. a.] 2008, ISBN 978-90-272-1686-1.
- Gunilla Anderman, Jorge Díaz Cintas (Hrsg.): Audiovisual Translation: Language Transfer on Screen. Palgrave Macmillan, New York [u. a.] 2009, ISBN 978-0-230-01996-6.
- New Trends in Audiovisual Translation. Multilingual Matters, Bristol [u. a.] 2009, ISBN 978-1-84769-154-5.